# Bothrops sanctaecrucis
Bothrops sanctaecrucis este o specie de șerpi din genul Bothrops, familia Viperidae, descrisă de Hoge 1966. Conform Catalogue of Life specia Bothrops sanctaecrucis nu are subspecii cunoscute.